# Canguros (sèrie de televisió)
Canguros va ser una sèrie de televisió còmica espanyola emesa per Antena 3 entre els anys 1994 i 1995.

## Argument
La sèrie conta les peripècies d'Alicia, personatge interpretat per Maribel Verdú, una jove estudiant de Medicina originària de Almazán que es dedica a ser cangur (cuidadora de nens) en les seves hores lliures. Comparteix pis amb tres eixelebrades companyes: Almudena (Ana Risueño), Rita (Silvia Marsó) i Sara (Lia Chapman). En la segona temporada Rita deixa la casa i el seu lloc és ocupat per Nancy (Paula Vázquez), mentre que en la tercera temporada el buit de Sara és cobert per Helena (Mar Flores).
Alicia té tres nuvis alhora en la sèrie, la qual cosa genera nombrosos malentesos en el seu dia a dia: Micky (Luis Merlo), Eugenio (Blas Moya) i Jorge (Xabier Elorriaga). Aquest últim desapareix al començament de la segona temporada i Alicia completa la seva terna d'amants amb Fermín (Francis Lorenzo).
Altres personatges recurrents són Amparo (Carmen Balagué), Fede (Fede Celada), el llogater (Santiago Segura) o el policia (Félix Cubero).
A més, actors com Aarón Guerrero, Jimmy Castro, Yohana Cobo, Alicia Beisner, Álvaro Monje, Lidia San José o Dafne Fernández, després més populars pels seus treballs en altres sèries o pel·lícules, van participar en aquesta com a nens que cuidava la protagonista.
Antena 3 va reposar Canguros en 2003. Ja en 2006, una dècada després de la seva estrena, en un dels seus canals de Televisió Digital Terrestre, Antena.Neox.
El canal autonòmic Popular CLM va recuperar la sèrie al novembre de 2014 en l'horari de la sobretaula, de Dilluns a Divendres a les 15.00h
La sèrie va ser escrita per una nova generació de guionistes que no procedia de TVE, entre els quals estaven Chus Gutiérrez, Juanjo Díaz Polo, Miguel Ángel Fernández i Joaquín Górriz.

## Premis i nominacions (1 & 2)
- Fotogramas de Plata

| Any  | Categoria                 | Premiat       | Resultat      |
| ---- | ------------------------- | ------------- | ------------- |
| 1994 | Mejor actriz de televisió | Maribel Verdú | Guanyadora    |
| 1994 | Mejor actriz de televisió | Silvia Marsó  | Semifinalista |

- Premis de la Unión de Actores

| Any  | Categoria                                    | Premiat      | Resultato |
| ---- | -------------------------------------------- | ------------ | --------- |
| 1994 | Millor interpretació secundària de televisió | Silvia Marsó | Nominada  |
| 1994 | Millor interpretació secundària de televisió | Luis Merlo   | Nominat   |